# Балъджа
 Тази статия е за ениджевардарското село.  За солунското вижте Балджа.  
Балъ̀джа или Балджа (на гръцки: Μελίσσι, Мелиси, катаревуса: Μελίσσιον, Мелисион, до 1926 година Μπαλίτζα, Балидза или Μπαλίτσα, Балица) е село в Егейска Македония, дем Пела на област Централна Македония.

## География
Селото се намира на 10 m надморска височина на около 5 km югозападно от град Енидже Вардар (Яница) по пътя за Воден (Едеса).

## История

### В Османската империя
В началото на XX век Балъджа е село в Ениджевардарска каза на Османската империя. В 1845 година руският славист Виктор Григорович минава през Балиджа и го описва в „Очерк путешествия по Европейской Турции“ като българско село.
Към 1900 година според статистиката на Васил Кънчов („Македония. Етнография и статистика“) Балъджа брои 94 жители българи и 30 цигани.
Цялото село е под върховенството на Цариградската патриаршия. По данни на секретаря на Българската екзархия Димитър Мишев („La Macédoine et sa Population Chrétienne“) в 1905 година в Балчор (Baltchore) има 120 българи партриаршисти гъркомани.
На 22 ноември 1909 година гръцкият андартски капитан Гоно Йотов в свой доклад дава отчет за свършената от него работа в Ениджевардарско:
| „ | На 20.05 с цел само да задържа някои, за да им дам напътствия да се върнат в православието, тръгнах за село Янчища. Но не успях да задържа никой, убих един от тези, които се опитаха да избягат. След това отидох в Призна и се занимавах повече с това да сплаша хората или да ги убедя така че, селата от Сланица да се върнат в православната вяра. Имах положителен резултат със селата Балъджа, Кариотица, Призна, Вреж, Плугар, Пласна, Голо село и Власи. | “ |

### В Гърция
През Балканската война селото е окупирано от гръцки части и остава в Гърция след Междусъюзническата война. 
Боривое Милоевич пише в 1921 година („Южна Македония“), че Балджа (Балџа) има 6 къщи славяни християни. В 1926 година селото е прекръстено на Мелиси.
Населението е малко, тъй като страда от малария поради близостта на Ениджевардарското блато. Българското му население се изселва и на негово място са настанени гърци бежанци от Понт и Мала Азия. В 1928 година селото е представено като чисто бежанско с 4 бежански семейства и 12 души бежанци. След пресушаването на Ениджевардарското блато в селото са настанени още бежанци от съседни села. Според Тодор Симовски от 879 души в 1991 година, една четвърт са с местен произход.
Тъй като землището е равнинно и се напоява добре, селото е доста богато. Произвеждат се овошки и памук, но е развито и краварството.
| Име    | Име       | Ново име     | Ново име     | Описание                        |
| ------ | --------- | ------------ | ------------ | ------------------------------- |
| Белица | Μπαλιτσας | Аспропотамос | Άσπροπόταμος | река на Ю от Балъджа            |
| Белица | Μπαλίτσας | Авлаки       | Αύλάκι       | регулиран канал на Ю от Балъджа |

| Година    | 1913 | 1920 | 1928 | 1940 | 1951 | 1961 | 1971 | 1981 | 1991 | 2001 | 2011 | 2021 |
| --------- | ---- | ---- | ---- | ---- | ---- | ---- | ---- | ---- | ---- | ---- | ---- | ---- |
| Население | 103  | 64   | 54   | 407  | 700  | 711  | 470  | 881  | 879  | 983  | 1087 | 909  |